# Сосновое Болото (Брянская область)
Сосновое Болото — село в Выгоничском районе Брянской области, в составе Хмелевского сельского поселения. Расположено в 8 км к востоку от села Красный Рог, в 8 км к западу от села Уручье. Население — 130 человек (2010).
Имеется отделение связи, сельская библиотека.

## История
Упоминается с XVIII века (первоначально как слобода); бывшее владение Баскаковых, Волконских, в XIX веке переходит к Н. П. Огарёву, позднее Н. С. Шаншиеву. До начала XX века — деревня в приходе села Уручье; около 1910 года был построен храм Михаила Архангела (не сохранился).
С 1861 по 1924 год входило в состав Уручьенской волости Трубчевского уезда.
В 1899 году была открыта церковно-приходская школа.
В 1924—1929 гг. в Выгоничской волости Бежицкого уезда; с 1929 в Выгоничском районе, а в период его временного расформирования — в Почепском (1932—1939, 1963—1965), Трубчевском (1965—1977) районе.
До 2005 года являлось центром Сосновоболотского сельсовета.